# Vorderloh (Küps)
Vorderloh (oberfränkisch: Fodaloh) ist eine Wüstung auf dem Gemeindegebiet des Marktes Küps im Landkreis Kronach (Oberfranken, Bayern).

## Geographie
Die Einöde lag auf einer Höhe von 382 m ü. NHN in Nachbarschaft zu Hinterloh, das sich 0,4 km nordwestlich befand. Burkersdorf lag 0,7 km nordöstlich von Vorderloh.

## Geschichte
Der Ort wurde 1810 als das „vordere Lohguth“ erstmals schriftlich erwähnt. Dem Ortsnamen liegt der Flurname Loh zugrunde, der in diesem Fall auf ein Waldgebiet verweist.
Infolge des Gemeindeedikts wurde Vorderloh dem 1808 oder etwas später gebildeten Steuerdistrikt Ebneth und der 1811 gebildeten Ruralgemeinde Burkersdorf zugewiesen. Auf einer topographischen Karte von 1948 wurde der Ort letztmals verzeichnet. Das Haus und der Stadel wurden bereits 1928 abgerissen, die letzten Mauerreste wurden 1951 beseitigt.

### Einwohnerentwicklung
| Jahr      | 001861 | 001871 | 001885 | 001900 | 001925 |
| Einwohner | 7      | 6      | 6      | 7      | 13     |
| Häuser    |        |        | 1      | 1      | 1      |
| Quelle    | [ 8 ]  | [ 9 ]  | [ 10 ] | [ 11 ] | [ 12 ] |

## Religion
Der Ort war evangelisch-lutherisch geprägt und nach St. Maria in Burkersdorf gepfarrt.

## Weblink
- Vorderloh in der Ortsdatenbank des bavarikon, abgerufen am 20. August 2021.